# Amsactarctia
Amsactarctia är ett släkte av fjärilar. Amsactarctia ingår i familjen björnspinnare.
Kladogram enligt Catalogue of Life:
| Amsactarctia | \| \| Amsactarctia pulchra \| \| \| \| \| \| Amsactarctia radiosa \| \| \| \| \| \| Amsactarctia venusta \| \| \| \| |
|              | \| \| Amsactarctia pulchra \| \| \| \| \| \| Amsactarctia radiosa \| \| \| \| \| \| Amsactarctia venusta \| \| \| \| |
|              | Amsactarctia pulchra                                                                                                 |
|              | |
|              | Amsactarctia radiosa                                                                                                 |
|              | |
|              | Amsactarctia venusta                                                                                                 |
|              | |